# Rot-Weiss Wettingen
Rot-Weiss Wettingen is een Zwitserse hockeyclub uit Wettingen.
De club speelt bij de heren en de dames in de hoogste Zwitserse divisie en neemt deel aan de Euro Hockey League 2009/2010. De club won de Europacup zaalhockey bij de heren in 2002